# Boulevard des Capucines
Il boulevard des Capucines è uno dei Grands Boulevards di Parigi.  Passa per il II e il IX arrondissement. Lungo 440 m (e largo 35,4), va dal n. 25 di rue Louis-le-Grand e n. 1 di rue de la Chaussée-d'Antin al n. 24 di rue des Capucines e al N. 2 di rue de Caumartin. Sua naturale prosecuzione è il boulevard de la Madeleine.
È servito dalle stazioni della metropolitana di Opéra e di Madeleine.

## Storia
Il boulevard venne aperto nel luglio del 1676 e deve il suo attuale nome al Convento dei Cappuccini, il cui giardino si estendeva lungo il lato sud fiancheggiante l'allora rue Neuve-des-Capucines, prima che diventasse un boulevard. Durante il periodo rivoluzionario era una parte del boulevard Cerutti.
La rue Basse-du-Rempart, che era stata tracciata su una parte del sedime dell'attuale   boulevard, esprime bene il fatto che la via era situata originalmente ai piedi stessi della cinta difensiva fatta erigere da Luigi XIII.

## Luoghi di particolare interesse
(per numero civico) 

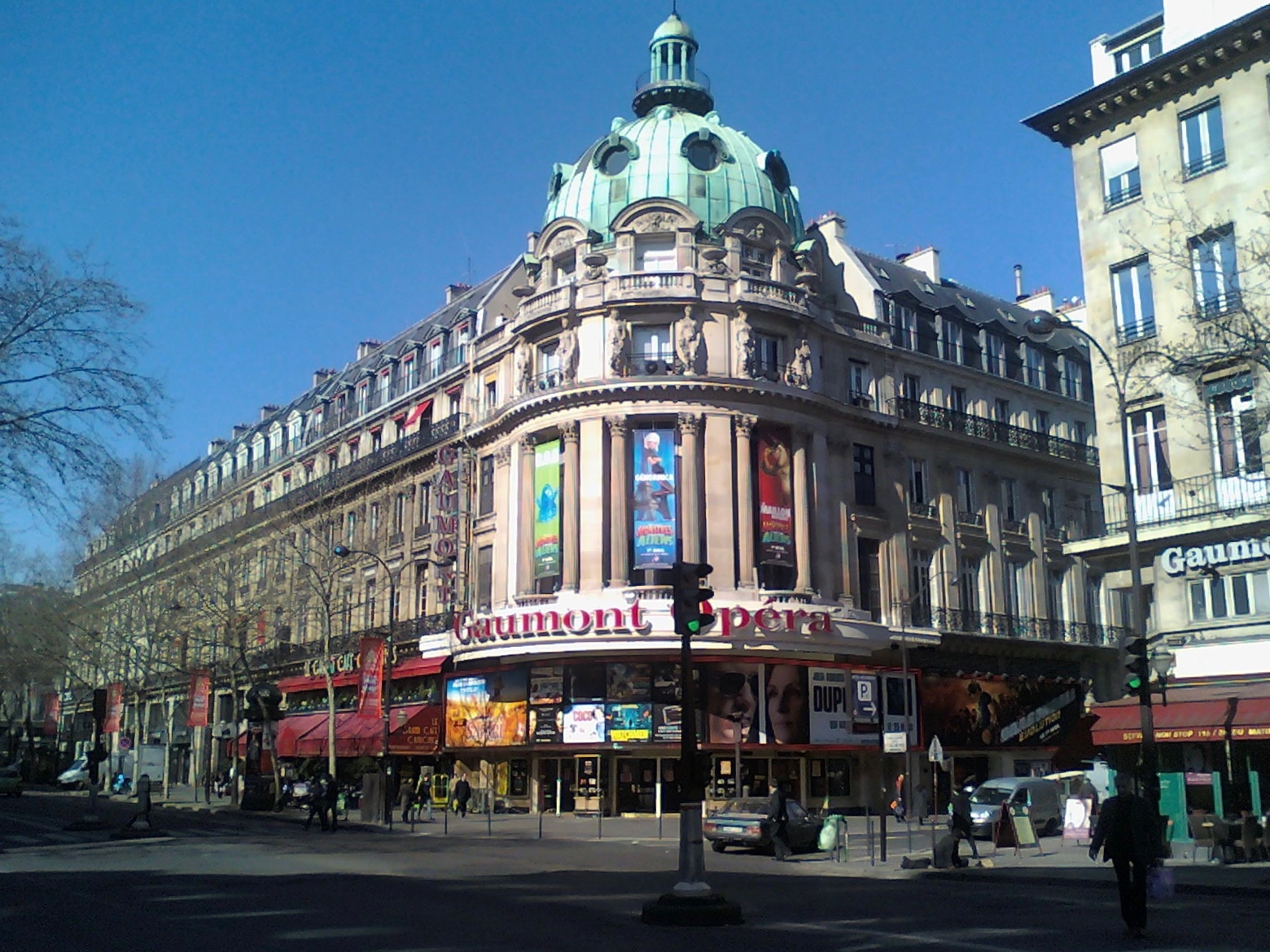
Paramount Opéra

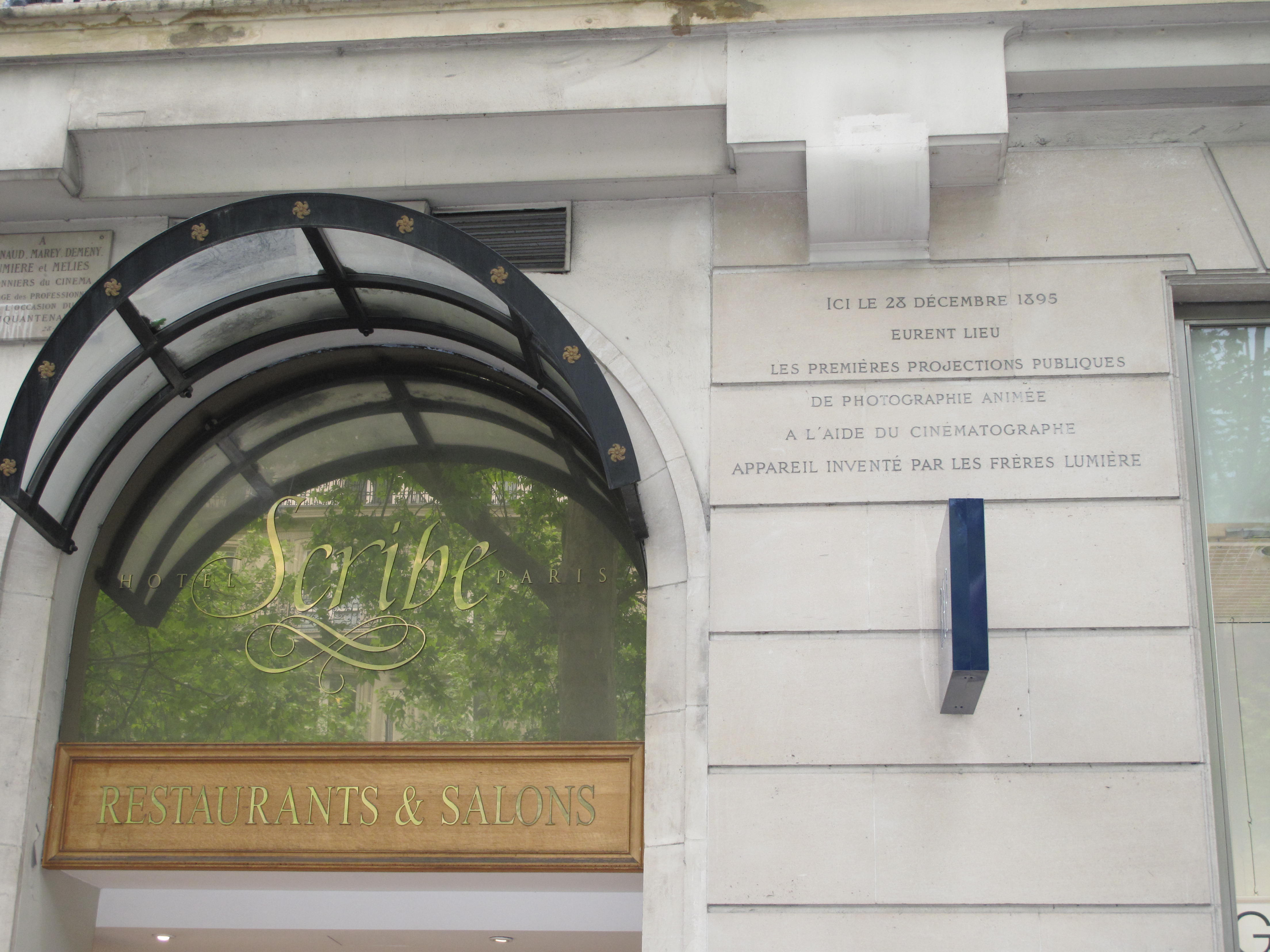
Prima sede della sala cinematografica

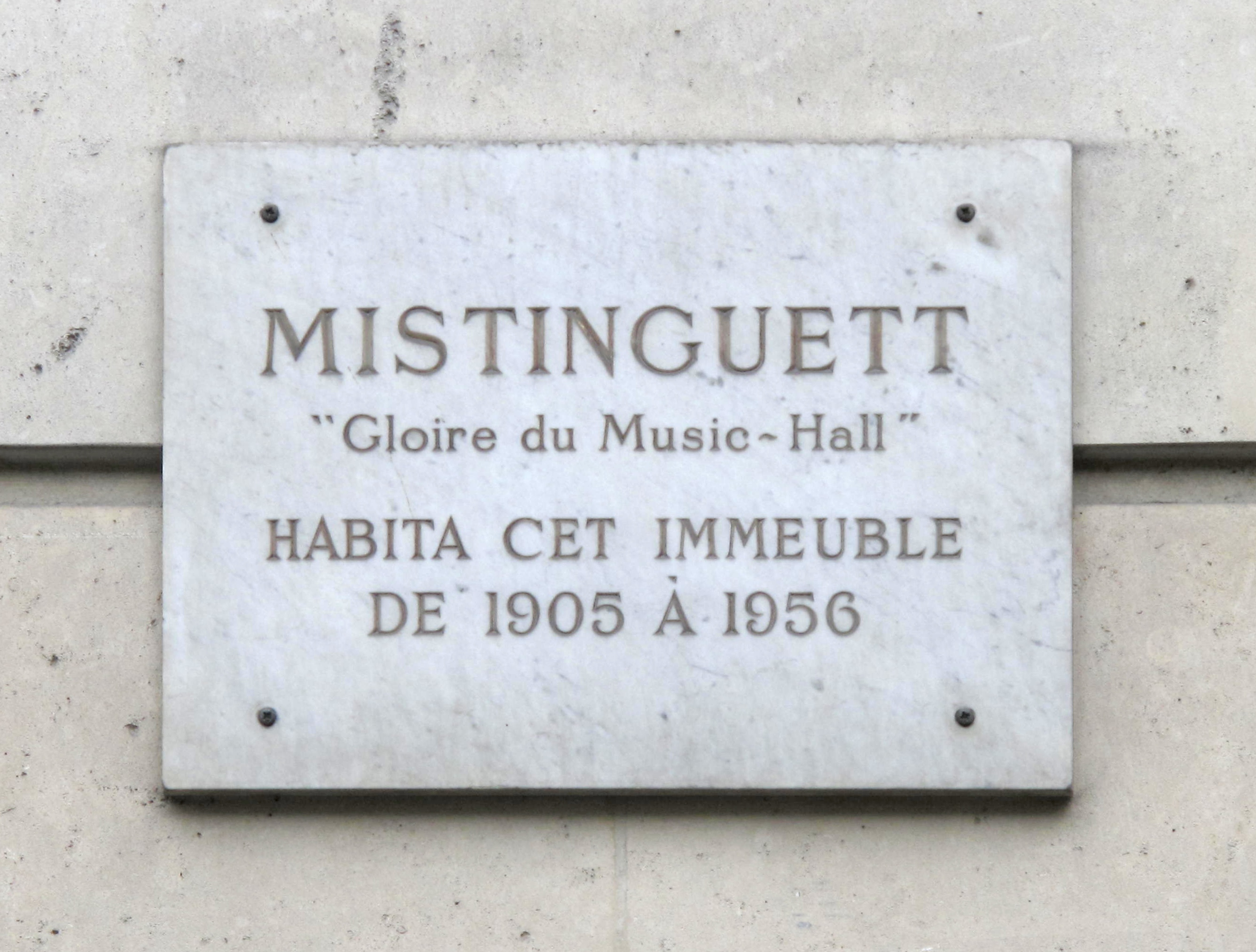
Mistinguett

- N. 1: Il Café napolitain, celebre per gli scrittori, giornalisti e attori che lo frequentarono: Catulle Mendès, Jean Moréas, Paul Armand Silvestre, Laurent Tailhade…
- N. 2: ubicazione dell'antico "palazzo Montmorency", che fece posto al théâtre du Vaudeville nel 1869, poi al cinema Paramount Opéra nel 1927. La sua grande sala corrisponde alla fondazione del grande salone del palazzo del XVIII secolo, la cui facciata  rotonda è stata conservata.
- N. 5: ubicazione del laboratorio fotografico di Pierre-Louis Pierson, associato poi ai fratelli Mayer, che fu il fotografo accreditato dalla contessa di Castiglione.
- N. 7: ubicazione nel 1825 del Géorama ove si vedeva « l'intero globo terrestre» dall'interno d'una sfera di 14 metri di diametro.
- N. 8: l'antica sede parigina della Gresham Life Assurance Limited. Più tardi Offenbach vi abitò dal 1876 e vi morì nel 1880.
- N. 11: ubicazione del laboratorio fotografico di Adrien Tournachon, aperto nel 1853.
- N. 12: le Grand-Hôtel.
- N. 14: l'hôtel Scribe e ubicazione del Grand Café ove avevano luogo, nel Salone indiano del seminterrato, le prime proiezioni pubbliche a pagamento del cinema d'Auguste e Louis Lumière, il 28 dicembre 1895. Vi si sperimentarono i raggi X, scoperti dal dottor Wilhelm Conrad Röntgen.
- dal N. 16 al N. 22, ubicazione della sede de L'Événement, giornale fondato da Victor Hugo.
- N. 24: dal 1905 al 1956, luogo d'abitazione di Mistinguett.
- N. 25: antica ubicazione del Museo Cognacq-Jay, installato nel 1931.
- N. 27: antico Samaritaine de luxe, le cui facciate e tetti, scale interne con la rampa  e ascensori sono classificate ad opera del maestro dell'Art Nouveau, Frantz Jourdain.
- N. 28: ubicazione nel 1889 delle montagne russe, rimpiazzate nel 1893 dalla sala di spettacoli de l'Olympia, celebre music-hall fondato nel 1888 da Joseph Oller e riacquistata nel 1952 da Bruno Coquatrix.

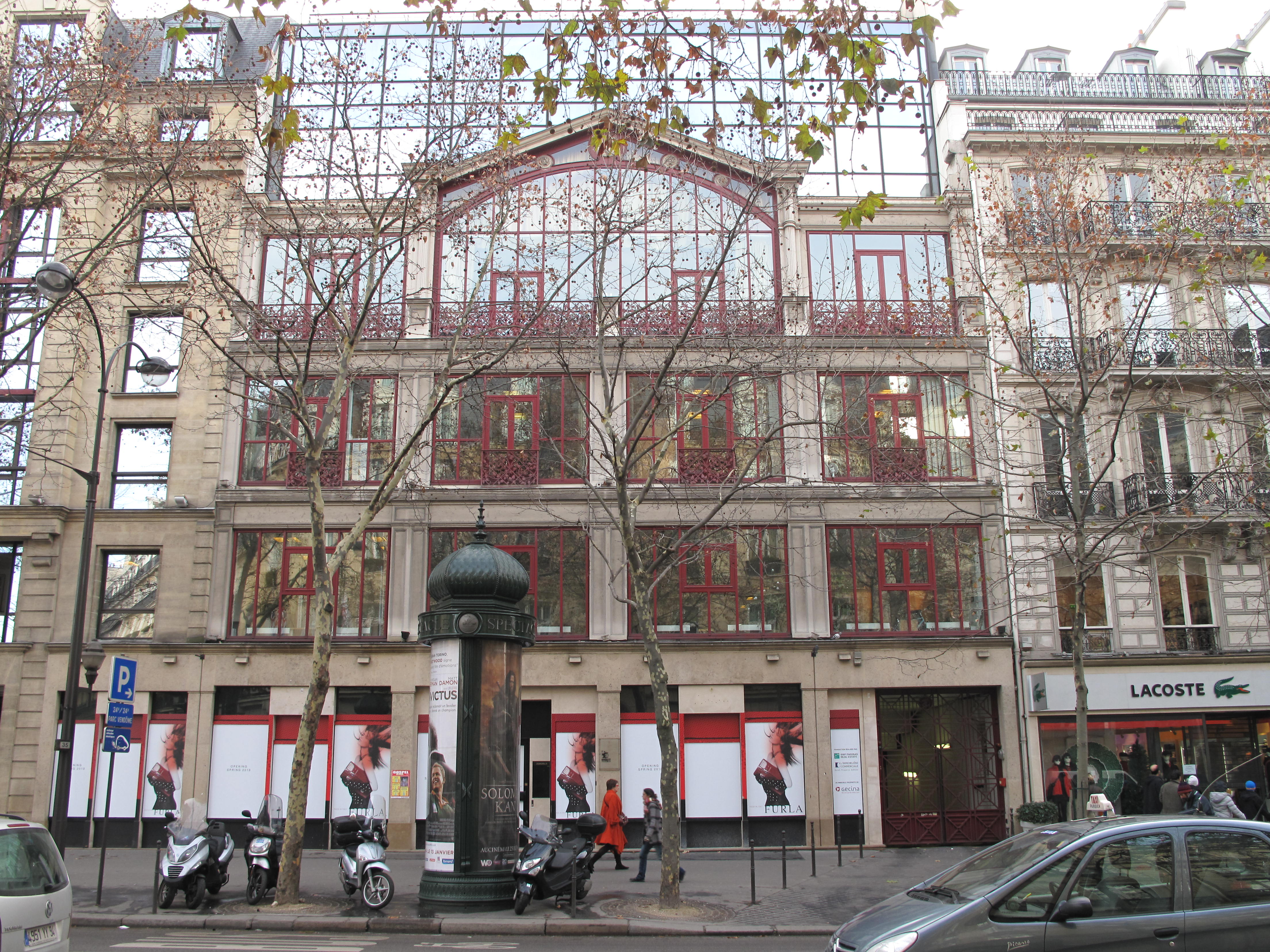
Numéro 35, abitato da Nadar.

- N. 35: laboratorio di Gustave Le Gray e casa abitata da Nadar. Nell'aprile 1874, un gruppo di giovani pittori fra i quali Renoir, Manet, Pissarro e Claude Monet vi fecero la prima esposizione delle loro tele. Quella di Claude Monet, Impression, soleil levant, dette a questi espositori il nome d'impressionisti. La via ispirò a Monet anche l'opera Il carnevale al boulevard des Capucines. Nel 1874 ospitò l'esposizione di fotosculture Pompéi à Paris.[1].
- dal N. 37 al N. 43, antica ubicazione del palazzo destinato al Ministero degli Affari esteri di Francia dal 1820 al 1853. Il 23 febbraio 1848 un battaglione del 14º reggimento di fanteria sbarrò il boulevard per proteggere il capo del governo François Guizot. Verso le ore 21 alcuni manifestanti tentarono di rompere lo sbarramento. Le truppe fecero fuoco provocando 35 morti e 50 feriti. La folla caricò i cadaveri su una carretta e chiamò Parigi alle armi. Fu l'inizio della Rivoluzione francese del 1848, che mise fine al regno di Luigi Filippo il giorno successivo[2].